# Селчоара (Бузеу)
Селчоара (рум. Sălcioara) — село у повіті Бузеу в Румунії. Входить до складу комуни Гергяса.
Село розташоване на відстані 128 км на північний схід від Бухареста, 32 км на північний схід від Бузеу, 67 км на захід від Галаца, 128 км на схід від Брашова.

## Населення
За даними перепису населення 2002 року у селі проживала 1241 особа.
Національний склад населення села:
| Національність | Кількість осіб | Відсоток |
| -------------- | -------------- | -------- |
| румуни         | 1226           | 98,8%    |
| цигани         | 15             | 1,2%     |

Рідною мовою назвали:
| Мова      | Кількість осіб | Відсоток |
| --------- | -------------- | -------- |
| румунська | 1236           | 99,6%    |
| циганська | 5              | 0,4%     |